# Petelia subaurata
Petelia subaurata là một loài bướm đêm trong họ Geometridae.